# Gewöhnliche Dickdaumenfledermaus

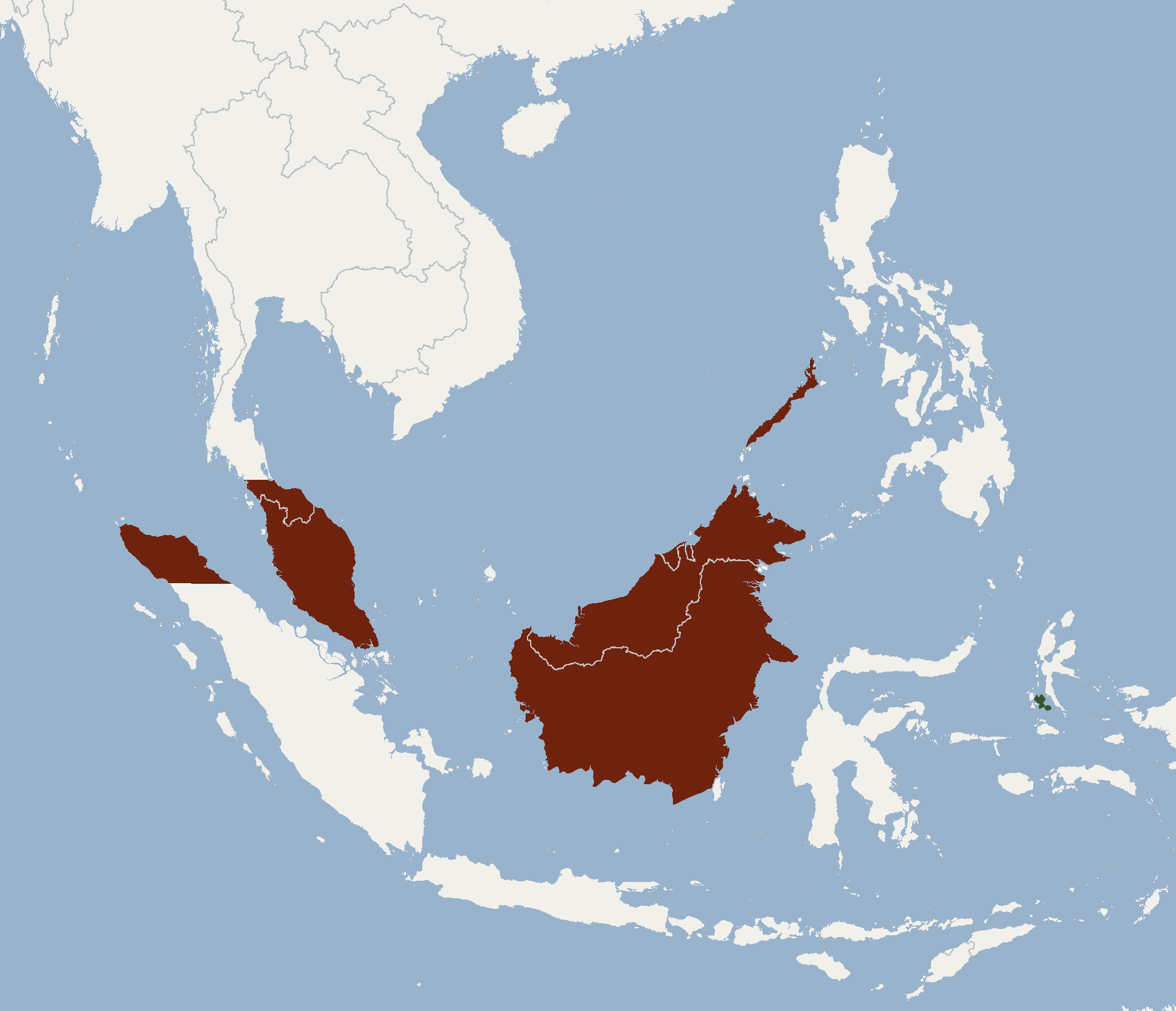
Verbreitungsgebiet der Gewöhnlichen Dickdaumenfledermaus

Die Gewöhnliche Dickdaumenfledermaus (Glischropus tylopus) ist eine Fledermaus in der Familie der Glattnasen, die in Südostasien verbreitet ist. Die Art ähnelt stark der Java-Dickdaumenfledermaus (Glischropus javanus) in ihren Eigenschaften. Sie ist jedoch am nächsten mit der Dunklen Dickdaumenfledermaus (Glischropus aquilus) verwandt. Eine Population von der Insel Bacan gilt laut unterschiedlichen Abhandlungen als Unterart (Glischropus tylopus batjanus) oder Synonym dieser Art bzw. als eigenständige Art.

## Merkmale
Für Exemplare der Gewöhnlichen Dickdaumenfledermaus wurden Kopf-Rumpf-Längen von etwa 39 mm, Schwanzlängen von 32 bis 39 mm, Unterarmlängen von 27 bis 31 mm und ein Gewicht von 3,5 bis 5 g registriert. Die Art hat etwa 7 mm lange Hinterfüße und 8 bis 11 mm lange Ohren. Das Fell besteht am ganzen Körper aus einheitlich rotgelb gefärbten Haaren. Die abgerundeten Ohren und nackte Teile des Gesichts haben eine dunkelbraune Farbe. Am Ohr neigt sich der schmale Tragus etwas nach vorn. Wie bei allen Gattungsvertretern sind dicke Daumen und dicke Ballen an den Füßen vorhanden. Verglichen mit den meisten anderen Dickdaumenfledermäuse haben die Individuen einen flacheren Schädel. Die Unterarme sind kürzer als bei der Java-Dickdaumenfledermaus. Der diploide Chromosomensatz dieser Art enthält bei Männchen 30 und bei Weibchen 31 Chromosomen.

## Verbreitung und Lebensweise
Diese Fledermaus kommt von der zentralen Malaiischen Halbinsel bis nach Sumatra und über Borneo bis zu den westlichen Philippinen (Palawan) vor. Eine disjunkte Population lebt auf Bacan. Die Gewöhnliche Dickdaumenfledermaus hält sich vorwiegend im Tiefland auf und erreicht im Gebirge 1000 Meter Höhe. Sie bewohnt Wälder mit einem dichten Unterwuchs aus Bambus.
Die Exemplare ruhen in hohlen Bambustrieben, unter Bananenblättern oder in Felsspalten. Gelegentlich bilden sich Gruppen mit bis zu 12 Tieren am Schlafplatz. Laut unbestätigten Beobachtungen werden die Verstecke mit Bambusfledermäusen (Tylonycteris) geteilt. Die Nahrung besteht aus unterschiedlichen Insekten. Die Geburt eines Jungtieres erfolgte auf der Malaiischen Halbinsel Mitte April.

## Gefährdung
Für den Bestand der Art liegen keine Bedrohungen vor. Obwohl sie nie häufig vorkommt, gilt ihre Gesamtpopulation laut IUCN als stabil. Die Gewöhnliche Dickdaumenfledermaus wird als „nicht gefährdet“ (least concern) gelistet.